# Grimgar of Fantasy and Ash
Grimgar of Fantasy and Ash (яп. 灰と幻想のグリムガル。 Хай то гэнсо: но Гуримугару) — ранобэ, написанное Ао Дзюмондзи и проиллюстрированное Эйри Cираи.
С 2015 года выходит манга-адаптация. 10 января 2016 года началась трансляция аниме производства студии A-1 Pictures.

## Сюжет
Главный герой произведения — Харухиро — однажды приходит в себя в фэнтезийном мире под названием Гримгар. Утеряв память о своем прошлом и познакомившись с другими персонажами, которые были в том же положении, что и он, старается узнать больше об этом мире.
Такие как они - это обыденность для данного мира и для того что бы заработать себе на проживание им предлагают стать авантюристами. Так персонажи объединяются в команды и наш главный герой присоединился к, как казалось, самой слабой из собравшихся. 

Персонажи стараются выжить в суровом мире Гримгар, изучая навыки и набираясь опыта в боях. Хотя изначально они с трудом могут победить слабейших монстров, преодолевая колоссальные трудности на грани жизни и смерти, они становятся сильней. 
Рассказывается как о быте юных и неопытных авантюристов, так и о трагедиях, которые бьют по моральному состоянию персонажей и как они прорабатывают как свои , так и общие проблемы. 

## Персонажи
Харухиро  (яп. ハルヒロ) — вор группы. Главный герой. Харухиро по своей природе не высокомерен и не скромен. Обычно он очень полезен для своей группы и всегда готов помочь. После смерти Манато он был вынужден стать лидером группы. В конце концов он начинает проявлять больше чувств к своей группе и становится неплохим лидером.
Сэйю: Ёсимаса Хосоя
Юмэ (яп. ユメ) — охотница группы. Храбрая и энергичная девушка. Кроме того, она выступает защитницей застенчивой Сихору. Находится в хороших отношениях с Харухиро.
Сэйю: Микако Комацу
Сихору (яп. シホル) — маг группы. Очень стеснительная девушка, общается только с Юмэ и Манато.
Сэйю: Харука Тэруи
Ранта (яп. ランタ) — тёмный рыцарь группы. Очень дерзкий и импульсивный. Ранта — смутьян группы, постоянно вызывает проблемы, часто принимает опрометчивые решения. 
Сэйю: Хироюки Ёсино
Манато (яп. マナト) — первоначальный руководитель и целитель группы. Уравновешенный парень. Умирает от стрелы гоблина.
Сэйю: Нобунага Симадзаки
Могудзо (яп. モグゾー Могудзо:) — воин группы. Любит готовить и делать фигурки из дерева.
Сэйю: Хирофуми Нодзима
Мэри (яп. メリイ Мэри:) — новый целитель после смерти Манато. Присоединилась к группе Харухиро после смерти Манато. В начале между Мэри и остальной частью команды сложились холодные отношения. На самом деле она во многом была похожа на Манато, но после того, как члены её бывшей группы погибли, она стала отчуждённой и старалась меньше сближаться с людьми.
Сэйю: Тика Андзай

## Ранобэ
| Перевод названия                   | Японское (английское) название                               | Дата публикации    | ISBN                   |
| ---------------------------------- | ------------------------------------------------------------ | ------------------ | ---------------------- |
| Гримгал пепла и иллюзий: Уровень 1 | 灰と幻想のグリムガル1 (Hai to Genso no Gurimugaru: Level. 1) | 25 июня 2013       | ISBN 978-4-906866-22-9 |
| Гримгал пепла и иллюзий: Уровень 2 | 灰と幻想のグリムガル2 (Hai to Genso no Gurimugaru: Level. 2) | 25 ноября 2013 г.  | ISBN 978-4-906866-47-2 |
| Гримгал пепла и иллюзий: Уровень 3 | 灰と幻想のグリムガル3 (Hai to Genso no Gurimugaru: Level. 3) | 25 марта 2014 г.   | ISBN 978-4-906866-69-4 |
| Гримгал пепла и иллюзий: Уровень 4 | 灰と幻想のグリムガル4 (Hai to Genso no Gurimugaru: Level. 4) | 25 июля 2014 г.    | ISBN 978-4-906866-91-5 |
| Гримгал пепла и иллюзий: Уровень 5 | 灰と幻想のグリムガル5 (Hai to Genso no Gurimugaru: Level. 5) | 25 февраля 2015    | ISBN 978-4-86554-026-0 |
| Гримгал пепла и иллюзий: Уровень 6 | 灰と幻想のグリムガル6 (Hai to Genso no Gurimugaru: Level. 6) | 25 октября 2015 г. | ISBN 978-4-86554-072-7 |
| Гримгал пепла и иллюзий: Уровень 7 | 灰と幻想のグリムガル7 (Hai to Genso no Gurimugaru: Level. 7) | 25 декабря 2015 г. | ISBN 978-4-86554-086-4 |

## Аниме
| №  | Заглавие | Премьера в Японии   |
| -- | --- | ------------------- |
| 01 | Шёпот, песня, молитва, пробуждение «Сасаяки, эйсё:, инори, мэдзамэ ё» (ささやき,詠唱,祈り,目覚めよ)                                                                                                   | 10 января 2016 года |
| 02 | Нелёгкий день стажёра «Минарай гию:хэй но нагай итинити» (見習い義勇兵の長い一日) | 17 января 2016 года |
| 03 | Есть ли наши мечты в гоблинских кошельках? «Гобурин букуро ни ва орэтати но юмэ га цуматтэйру ка» (ゴブリン袋には俺たちの夢がつまっているか)                                                          | 24 января 2016 года |
| 04 | Танец неба и пепла «Хай но мау сора э» (灰の舞う空へ) | 31 января 2016 года |
| 05 | Слёзы не значат, что ты слаб. Сдерживание эмоций не значит, что ты силён. «Наку но ва ёвай кара дзя най. Таэрарэру но ва цуёй кара дзя най» (泣くのは弱いからじゃない.耐えられるのは強いからじゃない) | 7 февраля 2016      |
| 06 | Её обстоятельства «Канодзё но баай» (彼女の場合) | 14 февраля 2016     |
| 07 | Их называли убийцами гоблинов «Гобурин сурэйя: то ёбарэтэ» (ゴブリンスレイヤーと呼ばれて) | 21 февраля 2016     |
| 08 | В моих воспоминаниях с тобой «Кими то но омоидэ ни» (君との思い出に) | 28 февраля 2016     |
| 09 | Как отдыхать «Кю:ка но сугосиката» (休暇の過ごし方) | 7 марта 2016        |
| 10 | Я не подхожу на роль лидера «Ри:да: но уцува дзя най кэрэдо» (リーダーの器じゃないけれど) | 14 марта 2016       |
| 11 | Между жизнью и смертью «Сэй то си но ма дэ» (生と死の間で) | 21 марта 2016       |
| 12 | Увидимся завтра «Мата асита» (また明日) | 27 марта 2016       |